# あまみ型巡視船
あまみ型巡視船（あまみがたじゅんしせん、英語: Amami-class patrol vessel）は、海上保安庁の巡視船の船級。分類上はPM型、公称船型は350トン型。

## 来歴
海上保安庁では、昭和54年度計画より350トン型PMの更新用として、500トン型PMの建造に着手し、昭和62年度までに14隻を建造した。これは従来の350トン型の系譜に属しており、船型を拡大して堪航性を向上しているが、速力は従来通りの18ノットとされていた。
平成3年度では、名瀬海上保安部所属の350トン型巡視船「あまみ」の代船が計画されたが、密漁船・領海侵犯船の高速化への対処や、事故現場への進出時間短縮を目的として、高速化が志向されることになった。これによって建造されたのが本型である。
令和4年（2022年12月5日）、第六管区徳山海上保安部に所属していたPM-96「くろかみ」が老朽化に伴い同型船としては初の解役となった。また、同船は山口県唯一の潜水指定船でもあった。

## 設計

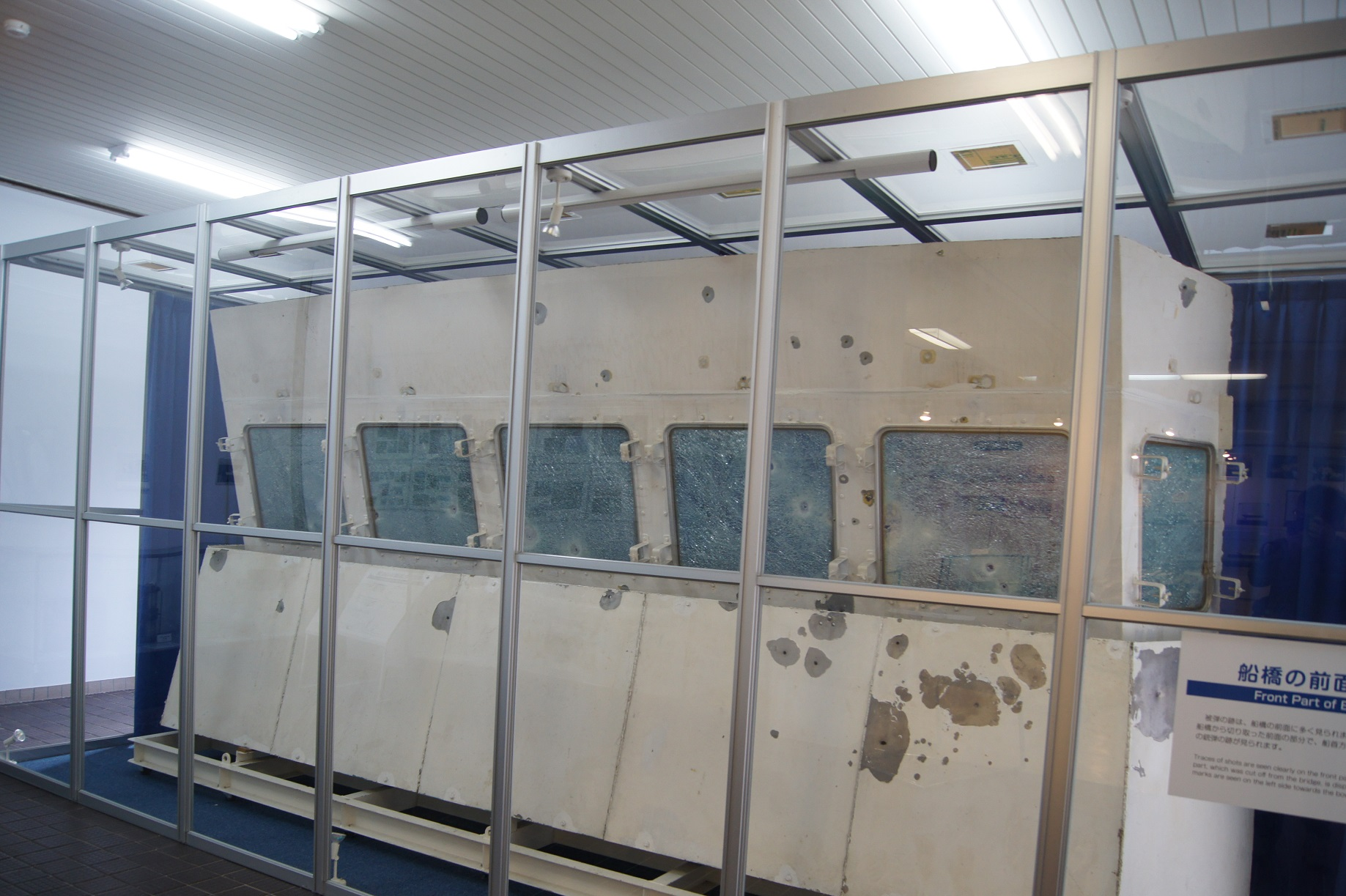
九州南西海域工作船事件で銃撃を受けた「あまみ」船橋前面

上記の経緯から、当時のPM型巡視船としては前例がない25ノットという高速が求められたことから、半滑走型のV型船型が採用された。船体は高張力鋼、上部構造はアルミニウム合金として軽量化を図っている。また乗員居住区や操舵室を船体中央部に集中配置することで疲労軽減を図っている。これらの手法は、のちの高速巡視船にも反映された。
しかし、PM-95「あまみ」が九州南西海域工作船事件で銃撃を受けた際に船橋構造物を多数の弾丸が貫通して3名の負傷者を出しており、アルミニウム合金構造の防弾面での不安が顕在化した。なお事件後、銃撃を受けた「あまみ」の船橋前面外壁は修理のため取り外され、国土交通省本省での展示の後、海上保安大学校資料館に教育用として保存·展示されている。
主機関としては、SEMT ピルスティク製4サイクルV型16気筒ディーゼルエンジンである16PA4V-200VGAを新潟鐵工所がライセンス生産し、両舷2軸に各1基、計2基搭載している。推進器は可変ピッチ・プロペラである。

## 装備
兵装としては20mm多銃身機銃が搭載される。当初は手動式のJM61-Mであったが、九州南西海域工作船事件の教訓もあり、後に赤外線捜索監視装置との連接によって目標追尾型遠隔操縦機能（RFS）を備えたJM61-RFSに換装された。
搭載艇としては、煙突の右舷側に複合艇を搭載するほか、船尾には5.5メートル型高速警備救難艇のためのスリップウェイを設置して、航行中であっても迅速に揚収できるようにしている。なおこのスリップウェイ上の高速警備救難艇は、九州南西海域工作船事件で後進全速をかけた際に波で破損しているが、通常の運用では実用上問題ないとされている。

## 同型船一覧
| 計画年度           | #     | 船名                         | 建造所             | 起工           | 進水          | 竣工           | 所属                                                   | 退役          |
| ------------------ | ----- | ---------------------------- | ------------------ | -------------- | ------------- | -------------- | ------------------------------------------------------ | ------------- |
| 平成3年            | PM-95 | あまみ                       | 日立造船神奈川工場 | 1991年10月22日 | 1992年6月22日 | 1992年9月28日  | 名瀬（第十管区） → 佐世保（第七管区）                  | 2024年1月9日  |
| 平成5年度第1次補正 | PM-96 | まつうら → くろかみ          | 日立造船神奈川工場 | 1994年9月9日   | 1995年5月31日 | 1995年11月24日 | 唐津（第七管区） → 徳山（第六管区）                    | 2022年12月5日 |
| 平成8年度補正      | PM-97 | くなしり → いしかり → いぶき | 三菱重工業下関工場 | 1997年9月30日  | 1998年5月26日 | 1998年8月26日  | 根室（第一管区） → 釧路（第一管区） → 高松（第六管区） |               |
| 平成8年度補正      | PM-98 | みなべ → ほろべつ            | 三菱重工業下関工場 | 1997年9月30日  | 1998年5月26日 | 1998年8月26日  | 田辺（第五管区） → 小樽（第一管区）                    |               |

なお九州南西海域工作船事件で活躍した「あまみ」および乗組員は長官表彰を受け、船橋ウイングに記念プレートが飾られた。また本来は、巡視船艇の船名は転属に伴って改名されるが、九州南西海域工作船事件に従事した「あまみ」はその功績から例外として転属後もその名を留めていた。